# Tanaoneura maculiventris
Tanaoneura maculiventris är en stekelart som först beskrevs av Gomes 1941.  Tanaoneura maculiventris ingår i släktet Tanaoneura och familjen Tanaostigmatidae. Inga underarter finns listade i Catalogue of Life.